# Amatriciana
Sugo all'amatriciana (pronunție în italiană [ˈsuːɡo allamatriˈtʃaːna]), sau alla matriciana (în dialectul roman), cunoscut și sub numele de salsa all'amatriciana, este un sos tradițional de paste pe baza așa-zisului guanciale (gușă de porc), brânza pecorino romano, roșie și, în unele variante, ceapă. Provenind din orașul Amatrice (în provincia muntoasă Rieti din regiunea Lazio), Amatriciana este unul dintre cele mai cunoscute sosuri de paste din bucătăria romană și italiană. 

## Originile
Amatriciana provine dintr-o rețetă numită Pasta alla Gricia. În Roma Papală, gricii erau vânzători de alimente obișnuite și au primit acest nume deoarece mulți dintre ei provineau din Valtellina, la acea vreme posesia cantonului elvețian Grigioni. Potrivit unei alte ipoteze, numele provine de la satul Grisciano, în comuna Accumoli, lângă Amatrice. Sosul - numit în zilele noastre și Amatriciana bianca - a fost (și încă se prepară) cu guanciale (gușă de porc) și pecorino romano. La un moment dat, un pic de ulei de măsline a fost adăugat la rețetă. În anii 1960, sosul Amatriciana era încă pregătit în acest fel chiar în Amatrice.
Invenția primelor sosuri de roșii datează de la sfârșitul secolului al XVIII-lea. Primul registru în care este scris de paste cu sos de roșii poate fi găsit în cartea de bucate din 1790, L'Apicio Moderno, a bucătarului roman Francesco Leonardi.
Rețeta sosului Amatriciana a devenit din ce în ce mai renumită la Roma în secolele XIX și începutul secolului XX, datorită legăturii vechi de secole dintre Roma și Amatrice. Rețeta a fost extrem de bine primită și a devenit rapid considerată un clasic al bucătăriei romane, chiar dacă a provenit în altă parte. 
În timp ce Pasta alla Gricia fără roșii este încă pregătită în Italia centrală, sosul Amatriciana îmbogățită cu roșii este mai bine cunoscută în toată Italia și exportată peste tot în lume. În timp ce în Amatrice felul de mâncare este preparat cu spaghete, utilizarea de bucatini a devenit extrem de obișnuită în Roma și este acum foarte răspândită. Se folosesc și alte tipuri de paste uscate (în special rigatoni), în timp ce pastele proaspete sunt în general evitate.